# Como mariposas en la luz
Como mariposas en la luz es una película dramática argentina-española de 2005 dirigida y escrita por Diego Yaker. Narra la historia de un joven obsesionado con realizar su vida en Europa, pero cuando lo logra se dará cuenta que no todo es como imaginaba. Está protagonizada por Lucas Ferraro, Cristina Brondo, Pepe Novoa y Lidia Catalano. La película se estrenó mundialmente el 9 de noviembre de 2005 en el Festival Cines de España y de América Latina de Bruselas, mientras que su estreno comercial en las salas de cines de Argentina fue el 14 de diciembre de 2006.

## Sinopsis
La película sigue la historia de Diego, un joven de bajos recursos económicos que vive con su familia de clase obrera con ascendencia catalana en Mar del Plata y sueña con salir de su país para tener un futuro mejor. En la búsqueda de su objetivo, Diego logra viajar a Barcelona, pero sin dinero, ni contactos, por lo que se dará cuenta que el destino que siempre soñó no cumple con todas sus expectativas.

## Elenco
- Lucas Ferraro como Diego
- Cristina Brondo como Laia
- Pepe Novoa como Enrique
- Lidia Catalano como Lidia
- Josefina Vitón como Vanesa
- Luis Ziembrowski como Manotas
- Atilio Pozzobón como Felipe
- Gonzalo Freijó como Pablito
- Manuel Vignau como Mato
- Lluís Soler como Capataz

## Recepción

### Comentarios de la crítica
La película recibió críticas favorables por parte de la prensa. Paraná Sendrós de Ámbito Financiero señaló que en la primera parte de la película «ciertas escenas están relativamente logradas» y la segunda parte «cierra mejor, quizá porque la denuncia social se mezcla adecuadamente con la aventura, la picardía, las situaciones de riesgo, los toques de color, las puntas melancólicas y hasta el romance». El diario La Nación expresó que Yaker «logra una obra sencilla» y el «elenco responde con calidad a un guion tan amargo como teñido de esperanzas; Lucas Ferraro y Pepe Novoa aportan sinceridad a sus papeles, en tanto que Cristina Brondo y Luis Ziembroski apoyan con soltura esta trama».
En una reseña para Página 12, Horacio Bernades escribió «Ferraro, Vitón y Brondo están entre lo mejor de Como mariposas en la luz», mientras que «con una lucida fotografía de Lucas Schiaffi y un notable trabajo, una vez más, del montajista Alejandro Brodersohn, Yaker se luce en alguna secuencia vibrante, como la del combate entre manifestantes y policías».

### Premios y nominaciones
| Lista de premios y nominaciones | Lista de premios y nominaciones                          | Lista de premios y nominaciones | Lista de premios y nominaciones | Lista de premios y nominaciones | Lista de premios y nominaciones |
| Año                             | Organización                                             | Categoría                       | Nominado/a(s)                   | Resultado                       | Ref(s)                          |
| ------------------------------- | -------------------------------------------------------- | ------------------------------- | ------------------------------- | ------------------------------- | ------------------------------- |
| 2005                            | Festival Cines de España y de América Latina de Bruselas | Premio del público              | Como mariposas en la luz        | Ganador                         | [ 9 ]                           |
| 2007                            | Premios Sur                                              | Mejor actor revelación          | Lucas Ferraro                   | Nominado                        | [ 10 ]                          |
| 2008                            | Premios Cóndor de Plata                                  | Revelación masculina            | Lucas Ferraro                   | Nominado                        | [ 11 ]                          |